# Ceralocyna parkeri
Ceralocyna parkeri là một loài bọ cánh cứng trong họ Cerambycidae.